# Heinrich von Kusserow
Heinrich von Kusserow, född 5 november 1836 i Köln, död 15 oktober 1900 i Bassenheim, var en tysk diplomat.
Kusserow inträdde 1860 i den preussiska diplomatins tjänst, invaldes 1871 i den första tyska riksdagen och deltog där i det liberala rikspartiets bildande, tjänstgjorde 1874–85 inom utrikesministeriet och användes särskilt som föredragande där och förbundsrådskommissarie i riksdagen vid behandlingen av frågor rörande tysk politik bortom haven. Han medverkade därvid avgörande till inrättandet av statssubventionerade ångbåtslinjer till Östasien och Australien samt förvärvandet av de tyska protektoraten i Sydväst- och Östafrika samt på Nya Guinea och angränsande öar. Han var en av de tyska delegerade på Kongokonferensen 1884–85 och 1885–90 preussiskt sändebud i Hamburg och vid de mecklenburgska hoven.